# Walter Minhoca
Walter Junio da Silva Clementino, mais conhecido como Walter Minhoca (Betim, 12 de janeiro de 1982), é um ex-futebolista brasileiro que atuava como meia.

## Carreira
Apesar de já ter um título mineiro e atuado no futebol europeu, foi somente em 2006 que o nome de Walter Minhoca passou a ser conhecido no Brasil, após ótima participação contra o time do Botafogo na Copa do Brasil de 2006.
Defendendo o Ipatinga, o meia despontou como a estrela daquele time que tornar-se-ia vice-campeão mineiro e chegaria até as semifinais da Copa do Brasil. Com isso, ainda em 2006, Minhoca teve a grande oportunidade de sua vida ao ser contratado como principal reforço do Flamengo para a disputa do Campeonato Brasileiro de 2006.
Porém, o jogador não correspondeu às expectativas rubro-negras e, rapidamente, foi devolvido ao Cruzeiro, que era o dono do seu passe. Não voltou a ser aproveitado em 2006, terminando aquela promissora temporada apagado e esquecido por todos.
Em 2010, ele trocou o Guarani pelo Ipatinga. Ele conseguiu seu retorno no clube mineiro após não ter mais chances no Bugre, onde conseguiu o acesso para a Série A do Campeonato Brasileiro. esteve no São Caetano, e no início de 2012, acertou com o Brasiliense, aonde atuou pouco. Meses depois, acertou com o ABC.
Em março de 2013, Walter foi contratado junto com seu companheiro de clube, Gladstone pelo CRB,
 ajudando o clube a vencer o Alagoano até em maio retornar ao ABC. No mês seguinte foi contratado pelo Ipatinga, que passava por um breve período com o nome de Betim Futebol Clube. Sem receber salários, Walter acabou saindo da equipe, resolvendo curtir uma breve aposentadoria no segundo semestre. No ano seguinte, Walter teve breve passagem pelo Trindade Atlético Clube de  Goiás antes de ser convidado para se unir ao novo clube de sua cidade natal, o Betinense.
Em 2015, assinou com o Nacional de Minas Gerais para a disputa da 2° divisão mineira.
Em 2016, foi emprestado para o Ipiranga de Arcos-MG, sua estreia é dia 24/09/2016.
Seu último clube foi o Villa Nova de Minas.

## Títulos
Ipatinga
- Campeonato Mineiro: 2005

Flamengo
- Copa do Brasil: 2006

CRB
- Campeonato Alagoano: 2013